# Mattertal
Het Mattertal is een zuidelijk zijdal van het Zwitserse Rhônedal in het kanton Wallis.
Het dal is toegankelijk vanuit de industrieplaats Visp aan de Rhône. Hier opent zich in zuidelijke richting het Vispertal dat zich na zo'n tien kilometer, na Stalden, splitst in het Saastal en Mattertal. De vallei is uitgesleten door de Matter Vispa die bij Zermatt ontstaat uit het smeltwater van de talloze gletsjers in het gebied.
Het Matterdal wordt omgeven door enkele van de hoogste bergen van de Alpen. In het westen verheft zich de Weisshorn (4505 m) en in het oosten het Mischabelmassief waarvan de Dom (4545 m) de hoogste top is. De spectaculairste bergen liggen ten zuiden van Zermatt op de grens met Italië. Hier ligt de markante piramide van de Matterhorn en het immense bergmassief van de Monte Rosa. Vanuit Zermatt kan men naar de Klein Matterhorn (3883 m), het hoogste met een kabelbaan bereikbare punt van Europa. De plaats is ook door middel van een tandradbaan (de Gornergratbahn) verbonden met Gornergrat (3089 m).
Door de vallei loopt een spoorlijn (de Brig-Visp-Zermatt-Bahn) die de plaatsen met elkaar verbindt. De belangrijkste plaatsen zijn van noord naar zuid: St. Niklaus, Randa, Täsch en Zermatt. Met de auto kan men tot Täsch rijden. Degenen die verder zuidwaarts willen, moeten hier hun auto parkeren en te voet of met de trein richting Zermatt verdergaan. Hiervoor is in Täsch een grote parkeergarage (Matterhorn Terminal) gebouwd. Hiervandaan vertrekken speciale pendeltreinen naar Zermatt. Andere plekken om de auto te parkeren zijn Brig of Visp. Hier kan dan de reguliere treindienst van de Matterhorn Gotthard Bahn worden genomen naar Zermatt.